# Medaura
Medaura is een geslacht van Phasmatodea uit de familie Phasmatidae. De wetenschappelijke naam van dit geslacht is voor het eerst geldig gepubliceerd in 1875 door Carl Stål.

## Soorten
Het geslacht Medaura omvat de volgende soorten:
- Medaura austeni (Wood-Mason, 1875)
- Medaura jobrensis Brock & Cliquennois, 2001
- Medaura lagerstroemia Thanasinchayakul, 2006
- Medaura makassarinus (Westwood, 1859)
- Medaura scabriuscula (Wood-Mason, 1873)